# Myrrhidendron chirripoense
Myrrhidendron chirripoense är en flockblommig växtart som beskrevs av Karl Suessenguth. Myrrhidendron chirripoense ingår i släktet Myrrhidendron och familjen flockblommiga växter. Inga underarter finns listade i Catalogue of Life.